# 岡山大学出版会
岡山大学出版会（おかやまだいがくしゅっぱんかい、英文名称:Okayama University Press）は、岡山県岡山市北区の岡山大学内に設置された大学出版会。

## 概要
岡山大学教員の教育・研究成果の発表を支援し、もって日本の学術・教育・文化の振興・発展に寄与することを目的として、2007年（平成19年）4月に設立された。出版の形態を書籍に限ることなく電子版を含む幅広い形態に対応し、学術関連図書及び学術関連雑誌の刊行・頒布を行っている。会長は岡山大学学長。大学出版部協会には未加盟。
出版物のうち書籍と絵はがきは岡山大学出版会に直接問い合わせるか、岡山大学生協のブックストアにて購入することができる。また、書籍についてのみ、amazon.co.jpにおいてインターネット販売されており、市中書店でも注文することができる。
- 設立：2007年（平成19年）4月
- 会長：森田潔岡山大学長

## 所在地
- 岡山県岡山市北区津島中3-1-1　岡山大学附属図書館中央館2階